# Cachoeira da Prata
Cachoeira da Prata là một đô thị thuộc bang Minas Gerais, Brasil. Đô thị này có diện tích 61,206 km², dân số năm 2007 là 3802 người, mật độ 63,3 người/km².